# Rezerwat przyrody Parów Węgry
Rezerwat przyrody Parów Węgry – leśno-krajobrazowy rezerwat przyrody w województwie pomorskim, w powiecie sztumskim, w gminie Sztum. Utworzony w 1968 r., o powierzchni 23,12 ha. Rezerwat obejmuje wąski leśny parów z przepływającym przezeń (w kierunku Nogatu) potokiem.
Ochronie rezerwatu podlega głównie buczyna pomorska (buki i dęby) jak również lipy, graby, brzozy, olcha, świerki i modrzewie, a także kalina koralowa i szakłak pospolity. Na obszarze rezerwatu występują także stanowiska roślinności stepowej (kserotermicznej) i zielnej (bluszcz pospolity, ciemiężyk białokwiatowy, czworolist, kocanka piaskowa, kokoryczka wonna, kopytnik pospolity, lebiodka, rzadka lilia złotogłów, macierzanka, mikołajek płaskolistny, pokrzywa zwyczajna, przylaszczka, przytulia czepna, przytulia właściwa, psianka słodkogórz, rutewka orlikolistna, rzepik pospolity, skrzyp zimowy, ślaz piżmowy, traganek szerokolistny, wyżpin jagodowy). Spośród grzybów wymienić można takie gatunki, jak borowik ponury, czubajka kania, ozorek dębowy. Wśród zwierząt na uwagę zwracają badylarka, borsuk, dzięcioł czarny, jenot, kania czarna, myszołów, ropucha szara, ryjówka aksamitna, rzekotka drzewna, sarna, zaskroniec, a spośród motyli kraśnik sześcioplamek, mieniak tęczowiec i marzymłódka proporzec.
Rezerwat jest zlokalizowany w granicach obszaru Natura 2000 Dolna Wisła PLH220033.
Najbliższe miejscowości to Gościszewo i Węgry.